# Кланец при Габровки
Кланец при Габровки (на словенски: Klanec pri Gabrovki) е село в Словения, регион Средна Словения, община Лития. Според Националната статистическа служба на Република Словения през 2015 г. селото има 32 жители.